# 伊莫珍·希普
伊莫珍·珍妮佛·希普（英語：Imogen Jennifer Heap；1977年12月9日—），是一名英国創作歌手、音樂製作人及音樂工程師。有歐洲電音才女，另類電子音樂天后的稱號，現有一個女兒，1998年發行處女個人專輯《iMegaphone》，2002年至2003年間曾經和盖伊·西格斯沃思組合成獨立樂隊「Frou Frou」，是樂隊中的主音是及作詞人之一，2004年樂隊解散後開始製作第二張個人專輯《Speak For Yourself 》，並憑著此專輯提名第49屆葛萊美獎最佳新人及最佳電視電影歌曲獎，2009年發行第三張個人專輯Ellipse，並於第52屆葛萊美獎提名最佳流行演奏及獲得最佳非古典專輯策劃獎,她是首位獲得此獎項的女性，第四張個人專輯Sparks將會在2014年8月18日正式推出。

## 早年生活
伊莫珍·希普1977年12月9日出生於英國黑弗靈區，父親是施工岩石零售商人，母親則是藝術治療師，自幼已開始接受鋼琴、單簧管及大提琴等各式各樣樂器訓練，並就讀於福兰兹中学。12歲時父母離異。13歲生日時寫下第一首歌，亦因此開始意識到古典音樂並非自己喜愛的音樂,歐洲電子樂和另類搖滾才是她真正喜愛的音樂類型。
但這亦造成她跟學校的音樂老師因理念上的不合而鬧翻，於是她開始自學音樂工程,混音,錄製和電腦取樣等音樂製作技術，同時，她亦自學了吉他和鼓，而放學後，她亦會到英國倫敦表演藝術學校學習表演。在學期間錄製過兩首單曲《Missing You》及《If Only I Were A Butterfly》。

## 1998年至2000年：iMegaphone
1997年她與Almo Sounds（即環球唱片前身）簽訂歌手合約，年僅19歲的她同年發行首張個人專輯iMegaphone（iMegaphone是一個謎語，而謎底便是《Imogen Heap》）正式出道，專輯中所有歌曲都是由她親自操刀，包括作曲，填詞，混音以及編曲等工作都是由她一手包辦，而這張專輯亦是她第一次與盖伊·西格斯沃思合作。iMegaphone在1998年正式於國際發行，而此專輯亦獲得PJ Harvey、凱特·布希和安妮·蓝妮克丝等人的好評，伊莫珍·希普亦開始於美國及歐洲等地巡迴演出宣傳專輯，而專輯中三首單曲《Come Here Boy》、《Oh Me，Oh My》與《Shine》均被派到美國各大電台播放。但好景不常，這一時的成功很快便被一連串的麻煩所取代，唱片公司開始削減她在英國宣傳的資金，並且要求她在限期前寫出歌曲來發行第二張專輯，當她在限期前寫好了歌曲後，卻被唱片公司告知這些歌曲缺乏成為熱門單曲的潛力。不久Almo Sounds被收購成為環球唱片，而Almo Sounds亦宣佈旗下歌手會被轉介到其他唱片公司或被解約，而她就是被解約的其中一員。

## 2000年至2001年: 過渡時期
由於沒有唱片合約，原先計劃推出的第二張專輯被搁置，其間她只在英國獨立音樂電影爵士叢林中演唱主題曲《Meantime》及演唱電影藍色交錯線歌曲《Blanket》，而在2000年，她在傑夫·貝克的專輯《You Had It Coming》中演唱《Rollin' And Tumblin'》和《Dirty Mind》兩首歌曲。

## 2002年至2003年：Frou Frou時期
伊莫珍·希普在此段時間一直都與盖伊·西格斯沃思保持联系，而此時盖伊·西格斯沃思正在籌備一張專輯，打算邀請不同的歌手，作曲家，作詞人及樂手參與專輯中的歌曲製作，伊莫珍·希普便是其中一員，他們一起創作了這張專輯的第一首歌曲《Breathe In》，而盖伊·西格斯沃思此時亦決定這張專輯與伊莫珍·希普以組合的形式推出唱片，兩人建立了組合Frou Frou，繼而推出專輯《Details》。2002年8月，他們發佈了三首單曲，包括《Breathe In》、《It's Good To Be In Love》和《Must Be Dreaming》，並在2003年於英國，美國和歐洲作宣傳巡演。這張專輯雖然廣受好評，但在商業上卻沒有他們與小島唱片預期中的那麼成功。因為《Details》叫好不叫座的緣故，所以小島唱片其後通知他們不會為Frou Frou推出第二張專輯。
2003年底，他們演唱電影史力加2中的主題曲《Holding Out For A Hero》後便宣佈解散，伊莫珍·希普在2005年時接受訪問時解釋解散原因是由於各種因素及她未能放棄個人歌唱事業的緣故，但她表示與盖伊·西格斯沃思合作得非常愉快，而且不排除還有合作機會。

## 2004年至2005年：橘郡风云和Speak For Yourself
2003年12月，她在個人官方網站上宣佈開始製作第二張個人專輯，這期間她會利用個人網站作為網誌來宣佈專輯的製作進度，專輯中所有歌曲均由自己製作，而受到過去失敗的經驗所影響，伊莫珍·希普成立了個人獨立唱片公司「Megaphonic Records」在英國發行唱片，並定下整張專輯的製作時間為一年，由於資金不足，她以自己當時居住的公寓單位作抵押獲取一筆貸款作為這張專輯租用錄音室，購買樂器及音樂器材的資金。2004年底，專輯錄製完畢，命名為《Speak For Yourself》，伊莫珍·希普在iTunes上發佈了專輯內的兩首歌曲《Just For Now》（電影緣份精華遊歌曲）和《Goodnight And Go》。
2004年間，受到Frou Frou搭檔蓋伊·西格斯沃思邀請擔任布蘭妮·斯皮爾斯單曲《Over To You Now》和音及製作工作，但此單曲並未有正式收錄於布蘭妮·斯皮爾斯任何專輯中，只於海外以特別收錄方式發行。
2005年4月，當時熱播中的電視劇橘郡風云第二季，採用了《Speak For Yourself》中的三首歌曲《Goodnight And Go》，《Speeding Cars》和《Hide And Seek》，其中《Hide And Seek》在第二季結局中播出，由於此歌曲曲風及旋律特殊，使此歌曲在美國的歌曲排行榜和iTunes上的下载榜中均取得不俗的成績。2005年7月18日，《Speak For Yourself》正式於唱片店及其官方網站的網上商店發售，10,000份存貨不久即销售一空。其後於橘郡風云第三季最後一集中演唱《Hallelujah》。
2005年8月，她宣佈已授權給RCA唱片作為美國，加拿大及墨西哥等地區的代理發行唱片公司。《Speak For Yourself》在2005年11月在公告牌二百強專輯榜排名144位。
伊莫珍·希普完成了在美國的巡迴演出後，《Speak For Yourself》已銷售超過12萬份。同年，她憑著此專輯和電影納尼亞傳奇：獅子·女巫·魔衣櫥中演唱的主題曲《Can't Take It In》提名第49屆葛萊美獎最佳新人及最佳電視電影歌曲獎，可惜均未獲獎。

## 2007年至2010年: Ellipse
2007年，伊莫珍·希普在YouTube中宣佈即將錄製第三張個人專輯《Ellipse》，這張專輯是在她把兒時的家中的遊玩室改建而成的錄音室中錄製，期間她透過拍攝影片到YouTube 向粉絲展示其錄音室裝潢情況及透露每首歌曲的製作進度，整張專輯花時大約兩年零三個月才錄製完成。
《Ellipse》在2009年8月24日及8月25日分別在英國和美國發行。
2010年1月15日獲提名第52屆葛萊美獎最佳流行演奏及最佳非古典專輯策劃獎，最後赢得最佳非古典專輯策劃獎，肯定她在音樂製作方面的才能和成就。

## 2011年至2014：Sparks
2011年3月14日，她在個人網站上宣佈製作第四張個人專輯，而此張專輯是一張概念專輯，命名為《Sparks》，伊莫珍·希普請求她的支持者發送900個「聲音種子」給她作為這專輯中的樂器，而這些聲音都是一定要在日常聽到的聲音，如燃燒的火柴或自行車的聲音等。
她宣佈約每三個月便會在YouTube上發佈一首新歌和MV，而她估計這張專輯需時大約三年才會完成。
此專輯第一首歌曲在2011年3月28日在Ustream上發佈，名為《Lifeline》，這首歌的創作背景和意念是來自2011年日本东北地方太平洋近海地震（亦即311大地震），表達她對生命的看法。
此專輯中所有單曲均被稱為「Heapsongs」。
2011年7月5日，推出第二首Heapsong《Propeller Seeds》，此曲採用立體音效技術。
2011年10月17日，推出第三首Heapsong《Neglected Space》。
2011年10月21日推出第四首Heapsong《Minds Without Fear》，此曲與印度組合The Dewarists合唱，MV亦於印度取景。
2012年1月24日推出第五首Heapsong《Xizi She Knows》，內容是描寫伊莫珍·希普於中國杭州生活的六星期內的所見所聞，此單曲其後更推出中文演唱版本，MV於杭州進行拍攝。
2012年4月22日推出第六首Heapsong《Me,the machine》。
2012年9月9日發佈歌曲《Someone's Calling》，此歌是用作手機鈴聲的歌曲，但此曲並不算Heapsongs之一，亦並未收錄在此專輯中。。
2012年11月2日推出第七首Heapsong《You Know Where To Find Me》。
2013年3月12日推出與唱片騎師鼠來寶 (Deadmau5) 合作之第八首Heapsong《Telemiscommunications》。
2014年7月10日推出第九首Heapsong《The Listening Chair》，此曲在推出前曾於2012年8月29日在皇家阿爾伯特音樂廳中現場演出，並由作曲家埃里克·惠特克(Eric Whitacre)重新編曲。
2014年7月22日推出第十首Heapsong《Run-Time》。
2014年8月22日推出第十一首Heapsong《Entanglement》，《Entanglement》原計劃成為電影暮光之城：破曉主題曲，但後來因電影商覺得歌曲曲風與電影不合而棄用，此曲同時也是《Sparks》的主打歌曲，MV由其男友Michael Lebor拍攝。
2014年10月1日推出此專輯最後一首Heapsong《The Beast》，MV亦為其男友Michael Lebor執導。
《Sparks》原定在2014年3月3日發行，但其後伊莫珍·希普於其個人網誌宣佈已把專輯延遲至4月發行,最後於2014年8月14日正式推出。
2014年6月30日，於個人YouTube頻道上宣佈懷孕，並會在未來一至兩年會停止所有巡迴演出。
2014年中，受美國創作歌手泰勒絲邀請，參與其第五張專輯《1989》之創作及製作，成為該專輯製作人之一，更為專輯中其中一首歌曲《淨空》(Clean) 與泰勒絲共同創作、共同製作此曲，並參與曲中和聲工作。
2014年11月8日誕下其與男友Michael Lebor的女兒Florence Scout Rosie Heap-Lebor。

## 2015年：Tiny Human、1989、哈利波特－被詛咒的孩子
2015年10月2日，伊莫珍·希普發佈新單曲《Tiny Human》。同時亦宣佈參與哈利波特全新舞台劇哈利波特－被詛咒的孩子配樂製作，擔任該劇的配樂總監，該劇配樂均由她親自作曲。其後於2018年更憑此獲得美國戲劇桌獎「舞台劇傑出配樂獎」。

## 2017年至今：巡演、靜人、Frou Frou重組、Shurayo及第五張專輯
2017年11月，伊莫珍·希普在個人推特中宣佈Frou Frou將會於2018年個人巡迴演出中重組，並於同年以虛擬實境演唱會方式推出Frou Frou未發佈單曲《Guitar Song》。
2018年7月5日，伊莫珍·希普表示其第五張專輯已錄製完成，但由於因為合約問題而延遲推出，具體發行日期未知。
2018年8月17日，美國女歌手亞莉安娜·格蘭德於其新專輯《甜到翻》中翻唱其第二張專輯《Speak For Yourself》之單曲《Goodnight And Go》，並重新編曲及填詞，但保留原版副歌部份歌詞。並取名為《Goodnight n Go》。
2018年11月，伊莫珍·希普為史克威爾艾尼克斯及人頭工作室共同開發的動作冒險遊戲靜人演唱主題曲《The Quiet》，更擔任該曲的曲詞工作。
2018年11月12日，伊莫珍·希普開始個人巡迴演出，於葡萄牙里斯本站巡迴演出中與Frou Frou時期搭擋蓋伊·西格斯沃思正式重組，合作演唱Frou Frou專輯《Details》及第四張個人專輯《Sparks》中多首歌曲，演唱會結尾更演唱Frou Frou即將推出單曲《Shurayo》，該曲使用沖繩方言演唱，由沖繩創作女歌手內里美香填詞，該單曲於2019年5月16日正式發佈。

## 连接
- Heap's Official site[永久]
- YouTube上的Imogen Heap's